# Gustavo Pinedo
Gustavo Pinedo Zabala (Coripata, 18 febbraio 1988) è un calciatore boliviano, centrocampista del San Martín de San Juan.